# Нікольське (Мединський район)
Нікольське (рос. Никольское) — село в Мединському районі Калузької області Російської Федерації.
Населення становить 30 осіб. Входить до складу муніципального утворення Село Передєл.

## Історія
Від 2004 року входить до складу муніципального утворення Село Передєл.

## Населення
| 2002 | 2010 |
| ---- | ---- |
| 43   | ↘30  |